# Ekvádorské námořnictvo
Ekvádorské námořnictvo (španělsky Armada del Ecuador) je součástí ozbrojených sil Ekvádoru. K roku 2008 tvořilo personál námořnictva cca 5200 osob, z toho 1200 vojáků námořní pěchoty. Jádro ekvádorské flotily tvoří 2 fregaty, 6 korvet, 3 raketové čluny, 2 ponorky a řada hlídkových lodí.

## Historie
Jádro současného ekvádorského námořnictva pochází z přelomu 70. a 80. let. V letech 1977–1978 námořnictvo nejprve získalo dvě ponorky německého typu 209/1300 a v letech 1982–1984 jeho možnosti výrazně posílilo šest korvet třídy Esmeraldas. V letech roce 1980 ekvádorské námořnictvo rovněž získalo svůj jediný torpédoborec Presidente Eloy Alfaro (ex-USS Dolder), patřící však k staré druhoválečné třídě Gearing po modernizaci FRAM I. Plavidlo bylo v provozu do roku 1991. Do roku 1989 země vlastnila jedinou fregatu Moran Valverde (původně americký druhoválečný eskortní torpédoborec USS Enright patřící ke třídě Buckley), kterou roku 1991 nahradily dvě britské fregaty třída Leander.

## Složení

### Fregaty
- Třída Leander
  - Morán Valverde (FM-01) – původně HMS Danae (F47)
  - Presidente Eloy Alfaro (FM-02) – původně HMS Penelope (F127)

### Korvety

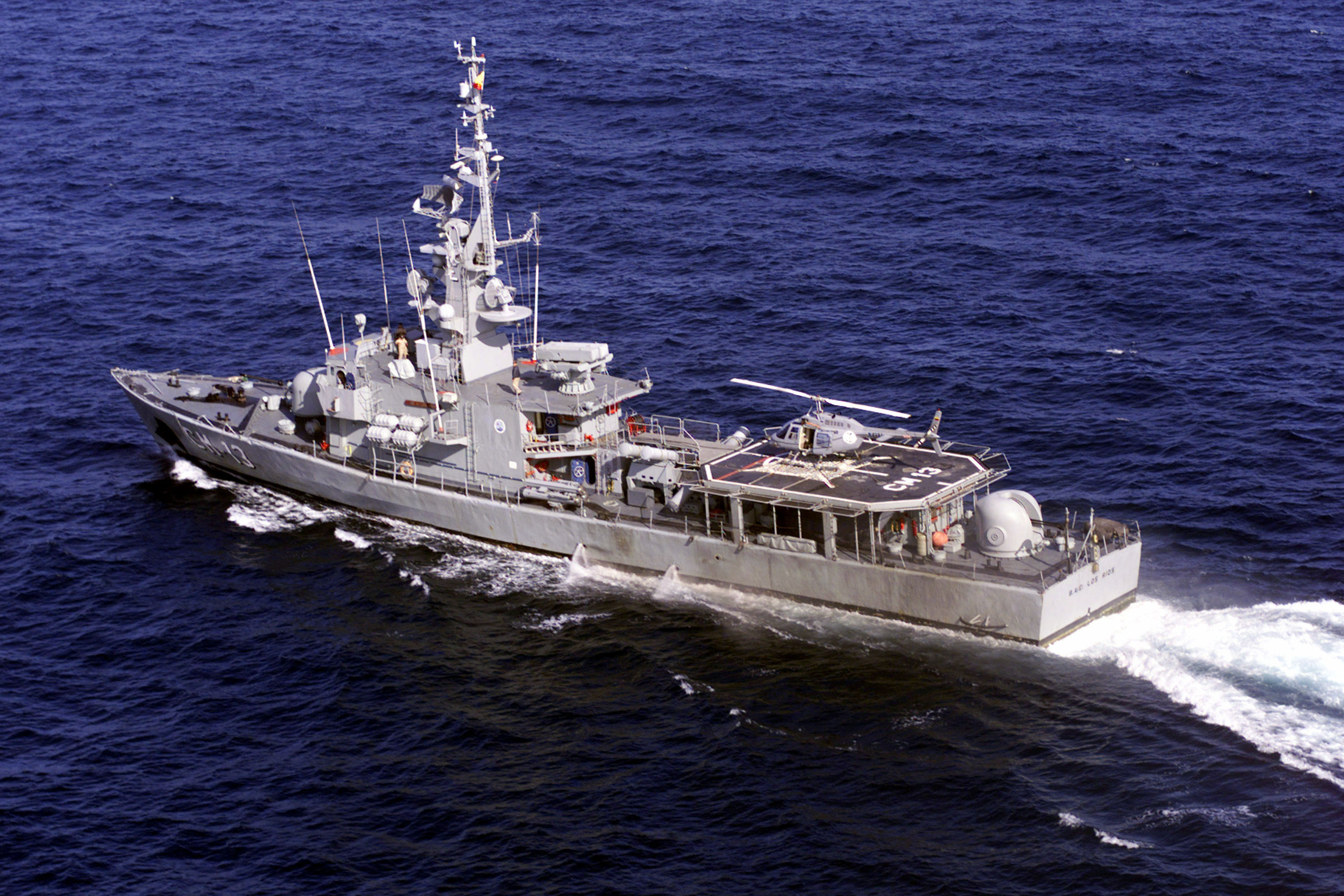
Korveta Esmeraldas

- Třída Esmeraldas (italská Fincantieri Tipo 550)
  - Esmeraldas (CM-11)
  - Manabí (CM-12)
  - Los Rios (CM-13)
  - El Oro (CM-14)
  - Galápagos (CM-15)
  - Loja (CM-16)

### Raketové čluny
- Třída Quito (Lürssen TNC-45)
  - Quito (LM-25)
  - Guayaquil (LM-26)
  - Cuenca (LM-27)

### Ponorky

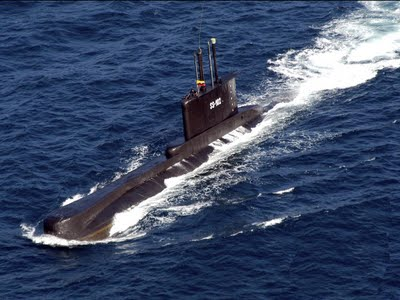
Ponorka Shyri

- Typ 209/1300
  - Shyri (S101)
  - Huancavilca (S102)

### Cvičné lodě

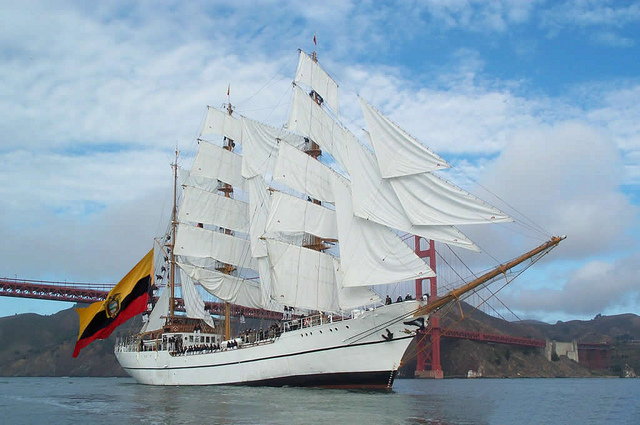
Cvičná plachetnice Guayas

- Guayas (BE-21)

### Plánované akvizice
- Jambelí (MP-56) – velká hlídková loď, původně plavidlo jihokorejské pobřežní stráže Tchäpchjongjang 1 (3001).[1]
- Víceúčelová podpůrná loď označovaná jako Projekt Alpha-2021. Ve stavbě od listopadu 2019 v ekvádorské loděnici ASTINAVE EP.[2] Konstrukčně jde o typ MPV70 MK.II německé loděnice Fassmer.[3]